# Municipio de Santo Domingo Xagacía
El municipio de Santo Domingo Xagacía es uno de los 570 municipios del estado mexicano de Oaxaca. Su cabecera es la localidad de Santo Domingo Xagacía.

## Geografía
El municipio de Santo Domingo Xagacía colinda al norte con los municipios de Santiago Laxopa, San Pedro Cajonos y San Francisco Cajonos; al este con los municipios de San Pablo Yaganiza y Santo Domingo Albarradas; y al oeste y sur con el municipio de Villa Díaz Ordaz.

## Localidades
El municipio de Santo Domingo Xagacía cuenta con seis localidades.
| Localidad             | Población (2020) |
| --------------------- | ---------------- |
| Santo Domingo Xagacía | 1025             |
| Lashe Huashine        | 120              |
| Colonia Zapata        | 36               |

## Gobierno
El municipio de Santo Domingo Xagacía se rige mediante el sistema de usos y costumbres.
| Presidente municipal       | Periodo   |
| -------------------------- | --------- |
| Fulgencio Hernández Rivera | 1996-1998 |
| Valente Bautista Martínez  | 1999-2001 |
| Venancio Hernández Flores  | 2002-2004 |
| Eleazar Molina Saturnino   | 2005-2007 |
| Froylán Fabián Márquez     | 2008-2010 |
| Leucadio Hernández Cruz    | 2011-2013 |
| Leonardo de Jesús Méndez   | 2013-2014 |
| Eliseo Hernández Belmar    | 2015-2016 |
| Efraín Rivera Cruz         | 2017-2019 |
| Herminio Epifanio Flores   | 2020-2022 |
| Isaías Dionisio Flores     | 2023-2025 |